# Kleinwalbur
Kleinwalbur ist ein Gemeindeteil von Meeder im oberfränkischen Landkreis Coburg.

## Geographie
Das Dorf liegt etwa 10 Kilometer nordwestlich von Coburg am Fuß der Langen Berge. In dem Dorf vereinigen sich der Wellenbach und der Ohrbach zur Walbur. Eine Gemeindeverbindungsstraße von Ottowind nach Birkenmoor führt durch den Ort und kreuzt die Kreisstraße CO 17, die Meeder mit Großwalbur verbindet. Ein Kilometer südlich vom Ortskern verläuft die Bahnstrecke Coburg–Bad Rodach.

## Geschichte
Kleinwalbur wurde 1317 erstmals im Urbarium, einer Auflistung von Besitzungen der Henneberger beim Erwerb der Neuen Herrschaft, als „wenigen Walber“ urkundlich erwähnt. Es war wohl eine Nebensiedlung von Großwalbur.
Anfang des 14. Jahrhunderts lag Kleinwalbur im Herrschaftsbereich der Henneberger. 1353 kam der Ort mit dem Coburger Land im Erbgang zu den Wettinern und war somit ab 1485 Teil des Kurfürstentums Sachsen, aus dem später das Herzogtum Sachsen-Coburg hervorging.
Im Jahr 1481 wurde erstmals die Mühle urkundlich erwähnt. Besitzer des Rittergutes und Dorfherren waren unter anderem die Repperts von Kleinwalbur. Obwohl im Gerichtsbezirk Rodach gelegen, gehörte Kleinwalbur zum Amt Coburg und zum Gericht Lauter.
Von 1910 bis in die 1990er Jahre gab es bei Kleinwalbur eine Haltestelle der Bahnstrecke Coburg–Bad Rodach.
In einer Volksbefragung am 30. November 1919 stimmten zwei Kleinwalburer Bürger für den Beitritt des Freistaates Coburg zum thüringischen Staat und fünfzig dagegen. Am 1. Juli 1920 wurde der Freistaat Coburg mit dem Freistaat Bayern vereinigt.
Am 1. April 1971 wurde Kleinwalbur ein Gemeindeteil der Gemeinde Meeder. 1987 hatte der Gemeindeteil 79 Einwohner und 22 Wohnhäuser.

## Einwohnerentwicklung
| Jahr | Einwohnerzahl |
| ---- | ------------- |
| 1910 | 116           |
| 1933 | 112           |
| 1939 | 95            |
| 1970 | 109           |
| 2004 | 109           |

## Söhne und Töchter des Ortes
- Johann Daniel Ludwig von Reppert (1724–1800), Landrat des Daber-Naugard-Dewitzschen Kreises in Hinterpommern